# Lowi
Lowi es una de las marcas de servicios de telecomunicaciones bajo las cuales opera Vodafone España. Ofrece servicios de telefonía móvil e internet (fibra y 5G) en España. Comenzó su actividad comercial el 18 de diciembre de 2014.

## Historia
Lowi vio la luz el 18 de diciembre de 2014 de la mano de Vodafone España, con el objetivo de competir dentro del sector de los operadores móviles virtuales. Con fecha de octubre de 2016, Lowi superaban los 200.000 clientes
En mayo de 2017 la operadora dio un salto importante comenzando a ofrecer servicios de fibra óptica.
La imagen de Lowi se apoya en unos dibujos muy característicos que llevan la firma del ilustrador catalán Juanjo Sáez. Este dibujante es conocido por sus trabajos en diarios como El Mundo, el Periódico de Catalunya, diario Ara o revistas como Qué Leer. También ha participado en campañas para Nike o Estrella Damm.
Los dibujos de Lowi son simples, sin nombres definidos y sin rostro, muy alineados con la idea de sencillez de Lowi.
En mayo de 2018, coincidiendo con la mejora en todas sus tarifas, resultó ser la operadora de telefonía que más crecía, compensando en parte los malos resultados de Vodafone, su empresa matriz, que acumula saldos negativos de clientes a lo largo de los últimos meses.
En octubre de 2022, Lowi (Vodafone Enabler España, S.L.) dejó de ser una filial de Vodafone España y se integró en su matriz. De esta manera, Lowi desapareció como empresa y pasó a ser una marca bajo la misma denominación legal que Vodafone España (Vodafone España, S.A.U.).
Desde el 16 de agosto de 2023 dispone de 5G.

## Tarifas
Lowi no tiene una serie de planes de pago cerrados. En cambio, Lowi solo tiene una tarifa que el cliente puede configurar, eligiendo la cantidad de gigabytes para conectarse a internet y minutos que necesite. Así, los clientes de Lowi tienen la posibilidad de configurar su tarifa en distintos bloques de llamadas en minutos y datos en gigabytes para conectarse a Internet. La configuración más sencilla parte de 3 Gb de datos y 0 céntimos de euro el minuto en voz, pagando el establecimiento de llamada. La configuración más completa es de 23 Gb y llamadas ilimitadas. En configuraciones intermedias se puede combinar con 150 minutos de llamadas de voz incluidos en la tarifa y con 3 y 12 Gb. 
Además, Lowi permite a sus usuarios acumular los minutos y datos que no hayan consumido a lo largo de un mes para el mes siguiente sin coste adicional.
Las tarifas de Lowi no están sujetas a permanencia.
Desde mayo de 2017, Lowi añade a sus tarifas móviles ofertas de Internet en casa mediante fibra óptica. Las ofertas combinadas reducen ostensiblemente el precio de la fibra óptica y también el precio de una segunda línea móvil contratada en el "paquete", convirtiéndola en la opción más barata de entre las que ofrecen velocidad simétrica en la fibra óptica en España. 
Lowi no ofrece, ni exige que se contrate línea de teléfono fijo, lo que puede suponer un ahorro para los usuarios que quieran evitar pagar el mantenimiento de la misma (véase desagregación del bucle local).
Su oferta más competitiva en junio de 2018 combina su única tarifa de fibra de 50 megas simétricos y móvil con 3 Gb de datos y llamadas ilimitadas por 39 euros todo incluido. En sus configuraciones combinadas de fibra y móvil, la tarifa de partida de móvil es la de 3 Gb de datos y llamadas ilimitadas.
Su configuración de fibra y móvil más completa está compuesta por la única velocidad de fibra de 50 megas simétricos (en zonas de cobertura FTTH, que son 50/30 en zonas de cobertura con fibra Ono), combinada con 20 Gb de datos en el móvil y voz ilimitada. Su precio en junio de 2018 es de 45 euros todo incluido. No ofrece línea fija.
La instalación de la fibra de Lowi es gratuita, siempre que se permanezca como cliente tres meses. Las tarifas de voz no tienen permanencia.
A diferencia de otras compañías, Lowi no ofrece otros servicios como pagos móviles, suscripciones premium o dictado de sms, que puedan incrementar la cuota contratada.
Desde septiembre de 2017, Lowi mejora casi todas sus tarifas haciéndolas aún mucho más competitivas, además que continúan acumulándose los Gb que te sobren de un mes para el próximo.
En el verano de 2018 realizó una impactante oferta, regalando a todos sus clientes y a las nuevas altas 60 Gb de datos, fuera cual fuera la tarifa contratada, para ser consumidos entre el 14 de junio y el 31 de agosto, respondiendo así a la llegada de la nueva OMV de Movistar, O2, y dando solución a la temporada de verano, en que los clientes de las compañías de telefonía siempre consumen más datos móviles por los desplazamientos propios de esta época.

## App Mi Lowi
Lowi dispone de una página de acceso privada para clientes llamada Mi Lowi. Desde esta página personal, el cliente puede hacer un seguimiento de su consumo, consultar los megabytes acumulados y configurar la línea telefónica, entre otras cosas.
Además del acceso web, Lowi dispone de una aplicación para teléfonos móviles iOS y Android. Desde esta aplicación, el cliente puede acceder a todas las funcionalidades de la página web, incluyendo la posibilidad de cambiar de tarifa.

## Premios
Lowi fue la primera empresa de telefonía en lanzar la posibilidad de acumular los megas no consumidos para el mes siguiente, es decir, los datos móviles que no se usan un mes se añaden a los del mes siguiente para poder usarlos sin coste alguno. Siguiendo esta misma filosofía, también fue la primera operadora en permitir la acumulación de los minutos no gastados de un mes a otro.
Además, Lowi implementó el servicio de “compartir megas” entre sus usuarios, pudiendo enviar megas entre clientes Lowi.
Lowi recibió en 2015 el premio ADSLZone a la mejor operadora móvil virtual de ese año repitiendo en 2016, 2017 y 2018 . Estos premios son un reconocimiento a los mejores productos y servicios del año en el sector de las telecomunicaciones.